# A52 (Frankrijk)
De A52 is een autosnelweg gelegen in het zuiden van Frankrijk, die over een lengte van 23 km de snelweg A8 bij Châteauneuf-le-Rouge verbindt met de plaats Aubange en de snelweg A50. De weg werd geopend in 1974.

## Knooppunten
Bij de plaats Roquevaire is een knooppunt met de A520, bij Aubange is er een knooppunt met de A501 en bij Cuges-les-Pins is er een knooppunt met de A502.

## Beheer en tolheffing
De snelweg A52 is een tolweg (behalve ten oosten van Aubange) en wordt beheerd door de organisatie Escota.